# Войціцький Володимир Михайлович
Войціцький Володимир Михайлович (нар. 31 січня 1950, м. Кам'янець-Подільський, Хмельницька область) — український біолог, біохімік, професор (1992) Київського національного університету, доктор біологічних наук (1991), академік АН ВШ України.

## Біографія
Народився 31 січня 1950, у м. Кам'янець-Подільський. 
У 1972 році закінчив фізичний факультет Київського національного університетету ім. Тараса Шевченка за спеціальністю «Експериментальна ядерна фізика». У 1978 році закінчив аспірантуру МДУ за спеціальністю «Молекулярна біологія».
- З 1978 — працює асистентом кафедри біохімії Київського національного університетету ім. Тараса Шевченка
- З 1982 — доцент кафедри біохімії
- З 1992 — професор кафедри біохімії.

У 1979 році захистив кандидатську дисертацію за темою «Дослідження електрогенної активності бактеріородопсину в модельних водно-ліпідних системах». У 1990 році захистив докторську дисертацію за темою «Кальцій-транспортуюча система саркоплазматичного ретикулюму скелетних м'язів на ранніх етапах променевої дії».

## Наукова робота
Коло наукових інтересів: радіаційна біохімія та радіоекологія; дослідження впливу іонізуючої радіації на структурно-функціональні властивості мембран ентероцитів тонкого кишечника, гепатоцитів, формених елементів крові. З 2002 — Академік АН ВШ України. Член спеціалізованої вченої ради Київського національного університетету ім. Тараса Шевченка по захисту дисертацій зі спеціальності «Радіобіологія».
Член редколегії 3-х наукових журналів. Підготував 14 кандидатів, 2 докторів наук. Автор понад 350 наук. та науково-методичних праць, серед них у співавторстві 38 підручників, навчальних посібників, наукових видань (монографій), співавтор циклу підручників для ЗОШ (перекладені російською, угорською та румунською мовами).

## Осн.праці
- Біохімія. Підручник 1988, 1995, 2002.
- Біологія. Підручник 2003, 2007.
- Сучас. методи біохімічних досліджень.2001.
- Екологічна біохімія.2005.
- Ентероцити тонкої кишки та радіація. Монографія. 2003.
- Радіаційно-індукована структурно-метаболічна модифікація ентероцитів та лімфоїдних клітин. Монографія. 2006.

## Нагороди та звання
- 1982 — Бронзова медаль ВДНГ СРСР;
- 1984 — ІІІ премія МВССО УРСР;
- 1987 — Премія ім. Т. Г. Шевченка Київського національного університетету ім. Тараса Шевченка;
- 1999 — Соросівський професор;
- 2005 — пам'ятна медаль з нагоди 10-ї річниці Антарктичної станції «Академік Вернадський»;
- 1998 — Лауреат Державної премії України в галузі науки і техніки (1998).

## Джерело
- М. Є. Кучеренко. Войціцький Володимир Михайлович // Енциклопедія сучасної України / ред. кол.: І. М. Дзюба [та ін.] ; НАН України, НТШ. — К. : Інститут енциклопедичних досліджень НАН України, 2006. — Т. 5 : Вод — Гн. — 728 с. — ISBN 966-02-3355-8.